# イジェフスク機械工場
イジェフスク機械工場（ロシア語: Ижевский механический завод、Izhevsky Mekhanchesky Zavod）は、イジュメフ（ИЖМЕХ、IZHMEKH）の通称、輸出用ブランドバイカル（Baikal）でも知られるロシアの銃火器を製造する企業。
小火器を製造する第622工場としてイジェフスクで1942年に設立。第二次世界大戦後は、軍用に加え狩猟用の銃器も製造し、後には民生用機械やより高度な兵器も製造した。
輸出用のブランド名として「バイカル」を使用しており、製品としてはマカロフ PM、MP-443等が知られている。日本でも空気銃メーカーとして名を知られた兵林館が、ソ連時代にバイカルの輸入販売を行っていた。
2012年、ロシア連邦副首相ドミトリー・ロゴージンが、経営破綻を回避するため当時経営危機にあったイジェフスク機械製作工場(イズマッシュ)とイジェフスク機械工場の合併計画に言及した。
この計画は、2013年にイジェフスク機械製作工場を国営持ち株会社カラシニコフ・コンツェルンとし、その製造部門をイジェフスク機械工場とする形で実現した。